# Paulina Jaricot

Blažena Paulina Marija Jaricot, pravim imenom Pauline Marie Jaricot (Lyon, 22. srpnja 1799. – Lyon, 9. siječnja 1862.), francuska katolička misionarka, utemeljiteljica Papinskog misijskog djela za širenje vjere i promicateljica pobožnosti krunice.

## Život i djelo
Rođena je u Lyonu, u obitelji industrijalaca svile, koja joj je pružila obrazovanje i život u visokom društvu. Zbog koketnosti i nemorala u društvu u kojemu se kretalaosjetila je, kako je sama kasnije napisala, »nemir srca« zbog kojega se kao sedamnaestogodišnjakinja, na Božić 1816., zavjetovala na djevičanstvo. Saznavši preko svoga brata Philéasu, sjemeništarca u pariškom Saint Sulpiceu za teško stanje u misijama, odlučila je pokrenuti molitve i prikupljanje darova za potrebe misija. Poradi širenja molitvene i donatorske mreže za misije, osniva 3. svibnja 1822. u rodnomu Lyonu Djelo za širenje vjere, čiji su članovi molitvama i malim, ali redovitim prilozima pomagali misije. Djelo ubrzo nailazi na podršku u Francuskoj te se širi diljem Europe, toliko da ga zbog raširenosti podrške sto godina kasnije papa Pio XI. proglašava papinskim i uključuje u Papinska misijska djela. Naknadno tu odluku učvršćuje traktatom Placet Achilleo, upućenom Rimskoj kuriji. God. 1826. osniva i »Družbu žive krunice«, čiji bi članovi petnaest otajstava krunice međusobno podijelili i dnevno razmatrali. Osobno je molila pobožnost Presvetomu Srcu Isusovu te se preporučivala sv. Filomeni.

## Štovanje
Papa Ivan XXIII. priznaje joj 1963., nakon duge i iscrpne istrage Crkvenih tijela, junačke krjeposti i proglašava ju časnom službenicom Božjom.
O 150. godišnjici njezine smrti, u jubilejskoj 2012., dogodilo se čudo ozdravljenja djevojčice Mayline Tran po zagovoru Pauline Jaricot. Naime, Tran se s tri i pol godine starosti ugušila hranom i pala u komu zbog teška oštećenja mozga. Unatoč zadovoljavajućem radu dišnoga i krvožilnoga sustava, živčana aktivnost mozga smanjivala se do nestanka neurosignala. Tranina majka odbila je isključivanje aparata za održavanje na životu i prestanak hranjenja te počela moliti devetnicu Paulini Jarocit za njezino ozdravljenje. U danima majčine molitve Mayline se počela oporavljati sve do potpuna ozdravljenja i napuštanja bolnice u prosincu 2012. Nakon višegodišnjeg istraživanja, Lyonska je nadbiskupija na Nadbiskupijskomu crkvenomu sudu uručila završno izvješće medicinskog vijeća za istraživanje čuda Kongregaciji za kauze svetaca, u kojemu liječnički savjet nije mogao medicinski objasniti Maylino ozdravljenje. Papa Franjo krajem svibnja 2020. priznaje zaključke vijeća i autentičnost ozdravljenja, zaključujući time beatifikacijski postupak. Proglašena je blaženom 22. svibnja 2022. u Lyonu. Svečano euharistijsko slavlje proglašenja blaženom predvodio je prefekt Kongregacije za evangelizaciju naroda Luis Antonio Tagle. Sudjelovalo je i 120 ravnatelja Papinskih misijskih djela sa svih kontinenata, kao i obitelj Myline Tran, koja je po zagovoru Pauline Jaricot medicinski neobjašnjivo ozdravila. U svojem Angelusu na dan proglašenja papa Franjo spomenuo se novoproglašene blaženice: „Ta vjernica laikinja, koja je živjela u prvoj polovici devetnaestoga stoljeća, bila je hrabra žena, pozorna na promjene vremena, s univerzalnom vizijom poslanja Crkve. Neka njezin primjer u nama probudi želju za sudjelovanjem, molitvom i milosrđem u širenju evanđelja u svijetu.”
Posmrtni ostatci iskopani su i preneseni 1922. u transept crkve sv. Nicetija u Lyonu.

## Vanjske poveznice

### Sestrinski projekti
|  | Zajednički poslužitelj ima još gradiva o temi Paulina Marija Jaricot |
|  | Wikicitati imaju zbirke citata o temi Paulina Jaricot                |

### Mrežna mjesta
- www.hkm.hr – Pauline Marie Jaricot : Učenica-misionarka koja svojim suosjećanjem i danas inspirira mnoge
- www.nedjelja.ba – Paulina Maria Jaricot, djevojka iz Lyona
- Pauline Jaricot : Love and Serve (fr.) (engl.) (šp.) (port.)